# Terytorium powiernicze Somalii
Terytorium powiernicze Somalii (wł. Amministrazione Fiduciaria della Somalia) – terytorium powiernicze ONZ pod władzą włoską, istniejące w latach 1949–1960.
Do 1941 roku terytorium było kolonią włoską jako Somali Włoskie, po czym przeszło w ręce brytyjskie na skutek działań wojennych w Afryce. W latach 1941–1949 działała tu tymczasowa administracja brytyjska, następnie przeszła ona w ręce włoskie, tym razem jako terytorium powiernicze ONZ. W 1960 roku uzyskało niepodległość i razem z Somali Brytyjskim utworzyło Somalię.